# Südwestafrika

Briefmarke, Südafrikanisches Mandatsgebiet: S.W.A.-Aufdruck auf südafrikanischer Briefmarke; Bildnis König Georg V.

Südwestafrika (afrikaans Suidwes-Afrika; englisch South West Africa; Abkürzung SWA oder S.W.A.) war die Bezeichnung Namibias während der Fremdverwaltung durch Südafrika in den Jahren 1915 bis 1990. Der Name Namibia wurde von der Generalversammlung der Vereinten Nationen bereits am 12. Juni 1968 anerkannt.
Südwestafrika ging aus der deutschen Kolonie Deutsch-Südwestafrika (1884–1915) hervor und erlangte 1990 als Republik Namibia seine Unabhängigkeit.

## Geschichte
Mit den Feindseligkeiten des  Ersten Weltkriegs begann Südafrika im Februar 1915 mit einer Besetzung, die am 9. Juli gleichen Jahres in einer Kapitulation der deutschen Armee endete. Im Rahmen des Versailler Vertrags wurde die ehemalige deutsche Kolonie am 28. Juni 1919 als Mandatsgebiet des Völkerbundes unter Verwaltung der Südafrikanischen Union gestellt. 1946 wurde das Gebiet offiziell in ein Treuhandgebiet der UNO umgewandelt, was den Einfluss der Weltorganisation erhöht hätte. Südafrika erklärte mit dem Ende des Völkerbundes das Mandat für erloschen, erkannte die UNO nicht als Rechtsnachfolger des Völkerbundes an und gliederte das Gebiet mit Gesetz vom 21. Februar 1949 als 5. Provinz der Südafrikanischen Union ein. So erlangte die weiße Minderheit das Recht, eigene Vertreter in das in Kapstadt ansässige Landesparlament zu entsenden.
Im Jahre 1962 versuchte die UN-Vollversammlung auf Initiative der SWAPO und SWANU, mittels eines Sonderausschusses (United Nations Special Committee for South West Africa) über die Verhältnisse in Südwestafrika Aufklärung zu erhalten. Die UNO entzog 1966 der Republik Südafrika das Mandat über Südwestafrika und stellte es zwei Jahre später  de jure unter eigene Verwaltung. Nachdem der Internationale Gerichtshof 1971 die fortdauernde südafrikanische Präsenz als unrechtmäßig verurteilt hatte, begann ab Mitte der 70er Jahre unter starkem internationalen Druck und inneren Spannungen ein Übergangsprozess, der schließlich 1990 zur Unabhängigkeit der Republik Namibia führte.

## Demographie
Vom  Department of Statistics (1970) und nach einem Survey of South West African affairs, herausgegeben 1974 vom Südafrikanischen Außenministerium, wurden folgende Angaben entsprechend den damaligen demographischen Gruppenbezeichnungen bekanntgegeben:
| Bevölkerungsgruppe         | Angehörige zum 6. Mai 1970 | Angehörige 1974 |
| -------------------------- | -------------------------- | --------------- |
| „Eingeborenen“-Gruppen     |                            |                 |
| Kaokovelders (u. a. Himba) | 6.467                      | 7.000           |
| Ovambos                    | 342.455                    | 396.000         |
| Kavangos                   | 49.577                     | 56.000          |
| East Caprivians            | 25.009                     | 29.000          |
| Damaras                    | 64.973                     | 75.000          |
| Hereros                    | 49.203                     | 56.000          |
| Tswanas                    | 3.719                      | 5.000           |
| Bushmen                    | 21.909                     | 26.000          |
| Andere                     | 14.756                     | 15.000          |
| „Coloured“-Gruppen         |                            |                 |
| Coloureds                  | 28.275                     | 32.000          |
| Rehoboth Basters           | 16.474                     | 19.000          |
| Namas                      | 32.853                     | 37.000          |
| Weiße                      | 90.658                     | 99.000          |
| Südwestafrika gesamt       | 746.328                    | 852.000         |

## Politisch-administrative Strukturen
Eine Verfassung für das Gebiet wurde erstmals mit dem South West Africa Constitution Act, No. 42 im Jahr 1925 vorgestellt. Demnach wurde der South West African Legislative Assembly als Parlament des Gebietes eingeführt. Ein Exekutivkomitee diente als Regierung, die aus fünf Mitgliedern besteht, darunter vier vom Parlament gewählte und der vom Generalgouverneur ernannte Administrator für Südwestafrika als Vorsitzender. Der Beraterrat (Advisory Council) bestand aus den Mitgliedern des Exekutivkomitees sowie drei vom Administrator ernannten Mitgliedern.
Premierminister Balthazar Johannes Vorster berief 1973 angesichts der politischen Drucks aus den Vereinten Nationen bezüglich Südafrikas Namibiapolitik ein Advisory Council mit 40 Mitgliedern ein, das Repräsentanten der Weißen und Coloured-Organisationen, Vertretern aus den Legislativräten der Homelands und Bantu-Behörden für zwei Tage in einem Kapstädter Hotel zusammenführte. In der Folge ernannte zur Fortführung dieses Gremiums der Premierminister einen Mitarbeiter der S.W.A.-Verwaltung, Billy Marais, zum offiziellen Vertreter in Südwestafrika. Es wurde dafür ein Büro in Windhoek eröffnet. Das erste reguläre Treffen des Advisory Council fand am 23. März 1973 in Windhoek statt.
Im Verlauf des Jahres 1983 präsentierte der Generaladministrator Willie van Niekerk einen Plan zur Errichtung eines Committee for Constitutional Development (deutsch etwa: Komitee zur Entwicklung einer Verfassung). Es sollte sich aus 50 gewählten sowie aus 22 nominierten Vertretern der 11 ethnischen Gruppen zusammensetzen. Für den September oder Oktober waren Wahlen für dieses Gremium angestrebt. Das Vorhaben erhielt jedoch zu wenig Unterstützung und wurde fallengelassen. Aus der damit verbundenen Diskussion führte van Niekerk einen neuen Vorschlag zur Bildung eines State Council in die Debatte ein, womit eine Gruppe der wichtigsten politischen Organisationen zusammengeführt werden sollte, die Vorschläge zur künftigen Verfassungsordnung für ein noch nicht völlig unabhängiges Namibia unterbreiten könnte. Dieser State Council sollte unter dem Vorsitz von Richter Joseph Hefer, dem damaligen Chief Justice of the Transkei, arbeiten. Im Verlauf der Meinungsbildung wurde deutlich, dass der State Council noch geringere repräsentative Unterstützung hätte als die aufgelöste (weiße) National Assembly. Daraufhin wurde der Vorschlag verworfen.